# .gal
.gal je zemljopisna vršna internetska domena koja je namijenjena za označavanje Galicijaca, galicijskog jezika i galicijske kulture. 
Domena je predložena 2007. godine. ICANN ju je odobrio 14. lipnja 2013. Uvedena je 2014. godine. Prva 93 domenska imena spojena su na internet 25. srpnja 2014. godine. Registar domenskih imena vodi Asociación PuntoGal koji je i pokrovitelj.
Inicijativu je poduprlo više od 13 700 osoba i 110 ustanova u Galiciji, uključujući relevantne kulturne ustanove kao što su Kraljevska galicijska akademija, Galicijsko kulturno vijeće te još tri galicijska sveučilišta. Ustanovi Asociación PuntoGal dana je zadaća uspostaviti zakladu koja će reinvestirati novac u projekte koji promiču galicijski jezik i kulturu na području novih tehnologija.

## Vanjske poveznice
- IANA .es whois informacija  Arhivirana inačica izvorne stranice od 11. listopada 2007. (Wayback Machine)
- Dominio.gal
- Asociación PuntoGal
- Dominio .gal, prva stranica koja je proradila 16. svibnja 2014,
- Novosti na Sermos Galiza